# Peru-ocelado
O peru-ocelado (Meleagris ocellata) é uma espécie de peru residente principalmente na Península de Yucatán. Um parente da peru selvagem (Meleagris gallopavo), às vezes foi previamente tratado em um gênero próprio (Agriocharis), mas as diferenças entre os dois perus são atualmente consideradas muito pequenas para justificar uma segregação genérica. É um pássaro relativamente grande, com cerca de 70-122 cm de comprimento e um peso médio de 3 kg em fêmeas e 5 kg em machos.
A ave vive apenas em uma faixa de 130.000 km² na península de Yucatán, no México, que inclui todos ou parte dos estados de Quintana Roo, Campeche, Yucatán, Tabasco e Chiapas, bem como as partes do norte e o oeste de Belize e do norte da Guatemala.

## Descrição
As penas do corpo de ambos os sexos são uma mistura de cor iridescente de bronze e verde. Embora as fêmeas possam ter mais verde, as penas do peito geralmente não diferem e não podem ser usadas para determinar o sexo. Nenhum dos sexos possui a barba tipicamente encontrada em perus selvagens. As penas da cauda de ambos os sexos são de cor cinza azulado com uma mancha azul-bronze em forma de olho e uma ponta de ouro brilhante. As manchas ou ocelli (localizadas na cauda) foram comparados ao padrão tipicamente encontrado no pavão. Os revestimentos das asas secundárias superiores e principais tem tonalidade cobre iridescente. As penas das asas primárias e secundárias têm barreiras semelhantes à das perus norte-americanos, mas as secundárias têm mais branco, especialmente nas bordas.
Essas aves são muito menores do que qualquer uma das subespécies de peru selvagem da América do Norte, com galinhas adultas pesando aproximadamente 4 kg antes de colocar ovos e 3 kg no resto do ano e machos adultos com peso 5-6 kg durante a estação de reprodução.

## Comportamento
Os perus passam a maior parte do tempo no chão e muitas vezes preferem correr para escapar do perigo durante o dia em vez de voar, embora eles possam voar rapidamente e poderosamente por curtas distâncias, como a maioria dos pássaros nesta ordem faz, por necessidade. Eles se alojam geralmente no alto em árvores, longe de predadores noturnos, como onças, e geralmente em um grupo familiar.
As fêmeas colocam de 8 a 15 ovos em um ninho bem escondido no chão. Ela incuba os ovos por 28 dias. Os jovens são precociais e podem deixar o ninho depois de uma noite. Eles seguem a mãe até chegarem à idade adulta quando começam a variar, embora muitas vezes se reagrupem.